# 이락
이락(李樂, ? ~ ?)은 중국 후한 말의 장군이다. 본래 백파적이었는데 어려움에 처한 황제 호위에 공을 세워 관직을 받았다. 중앙으로 진출하지 않고 하동군에 그대로 남았다.

## 생애

### 황제 구원에 나서
백파적(白波賊)이었다. 195년(흥평 2년) 11월(음력, 이하 모두 음력), 장안을 나와 동쪽으로 향하던 헌제 일행은 여러 사건으로 인해 이각, 곽사, 장제의 습격을 받았다. 이를 호위하던 흥의장군(興義將軍) 양봉과 안집장군(安集將軍) 동승은 큰 피해 끝에 간신히 조양간(曹陽澗)에 닿아서는 하동군에 있던 옛 백파적 이락, 한섬, 호재, 그리고 남흉노의 거비(去卑)에게 구원을 청했다. 이에 힘을 합쳐 이각 등을 물리치고 수천 명을 참수하였다.

### 수운이냐 도강이냐
섣달, 다시 추격해온 이각 등에게 대패했다. 이락이 “사세가 급박하니 폐하께선 말에 오르셔야 합니다!”라고 외쳤다. 헌제는 “백관들을 버리고 갈 수는 없다. 이들이 무슨 죄겠는가!”라 하였다. 많은 이가 죽고 홍농군 섬현(陝縣)까지 내몰렸다. 호분(虎賁)과 우림(羽林)은 채 백 명도 남지 않았는데 이각 등이 둘러싸고 함성을 지르니 관리와 병사들은 실색해 사기가 이만저만이 아니었다. 이락이 두려워 황하에 배를 띄워 물길을 타고 지주(砥柱)를 지나 맹진(孟津, 盟津)으로 나가자고 하였다. 태위 양표가 “신은 홍농 사람입니다. 여기서부터 동쪽으로는 36개의 여울이 있어 천자가 갈 만하지 않습니다.”라 하였다. 종정(宗正) 유애(劉艾)도 “신은 전에 섬현령이어서 그 위험을 압니다. 예전부터 강의 군사들이 있어도 위태로웠는데 하물며 지금은 군사도 없습니다.”라며 반대하였다. 이에 야음을 틈타 황하를 도하하기로 하고는 이락이 먼저 북쪽으로 건너가 선박을 구한 후 불을 피워 신호하였다.

### 간신히 탈출 성공
강안 절벽은 십여 장(丈) 높이였다. 혹자는 기어 내려오다가 혹자는 뛰어내리다가 죽거나 다쳤으며, 가까스로 내려온 자들은 저마다 배에 오르려 발버둥 쳤다. 동승과 이락이 매달린 손가락들을 내리쳐서야 배가 겨우 나아갈 수 있었다. 잘린 손가락들이 나뒹굴고, 동사하거나 익사한 이들도 허다하여 그 참혹함은 이루 형언할 수가 없었다. 비록 수십 인밖에 남지 않았지만 마침내 하동군 대양현(大陽縣)을 거쳐 안읍현(安邑縣)에 당도하였다. 하내태수 장양이 쌀을, 하동태수 왕읍(王邑)이 비단을 공급하였다. 한섬·호재·이락은 모두 장군직에 가절(假節)을 받았으며 삼공처럼 개부하였다.

### 하동에 남다
196년(건안 원년), 동승과 장양은 환도에 적극적이었던 반면 양봉과 이락은 미온적이었다. 2월, 동승은 한섬의 공격을 받고 야왕현(野王縣)의 장양에게로 피신했다. 호재와 양봉이 한섬을 치려다 헌제의 만류에 그만두었다. 5월, 양봉·이락·한섬도 환도에 동의해 낙양으로 길을 나섰다. 호재와 이락은 하동군에 남았다. 이후 병사하였다.

## 삼국지연의
사서가 아닌 소설 《삼국지연의》에서도 제13회에 동승·양봉의 구원 요청에 응하면서 첫 등장한다. 이락의 군병들은 위양(渭陽)에서 곽사군이 길에 뿌린 물건에 정신이 팔리는 바람에 이각·곽사에게 격파된다. 헌제 일행은 이들에게 쫓겨 황하 기슭에 이른다. 이락이 헌제와 복황후가 타고 건널 작은 배 한 척을 찾아낸다. 배로 내려가지 못한 자들이 계류삭을 잡아당겨 배가 못 나가자 모두 베어 물속에 떨어뜨린다. 대양에 다다라 정북장군에 임명된다.
안읍현에 도달한 후 한섬과 연명으로 묵형을 받은 이, 부곡(部曲), 무의(巫醫), 주졸(走卒) 200여 명을 교위(校尉)나 어사(御史) 등의 관리로 추천한다. 동승과 양봉은 낙양으로의 환도에 나선다. 이락은 따르지 않고 남아서는 이각·곽사와 협동해 헌제를 겁략하려 한다. 동승·양봉·한섬이 이를 알고는 속히 기관(箕關)으로 향한다. 이락도 이각·곽사를 기다리지 않고 진군해서는 이들을 사칭한다. 제14회, 양봉의 부하 서황에게 단 1합 만에 도끼를 맞고 사망한다.

## 참고 문헌
- 《후한서》72권 열전 제62 동탁전
- 원굉(袁宏), 《후한기》28권